# Цінь Хайян
Цінь Хайян (17 травня 1999) — китайський плавець, чемпіон світу.